# العلاقات الهندية الكينية
العلاقات الهندية الكينية هي العلاقات الثنائية التي تجمع بين الهند وكينيا.

## مقارنة بين البلدين
هذه مقارنة عامة ومرجعية للدولتين:
| وجه المقارنة                                              | الهند                       | كينيا                         |
| --------------------------------------------------------- | --------------------------- | ----------------------------- |
| المساحة (كم2)                                             | 3.29 مليون                  | 581.31 ألف                    |
| عدد السكان (نسمة)                                         | 1.35 مليار                  | 48.47 مليون                   |
| الكثافة السكانية (ن./كم²)                                 | 410.33                      | 83.38                         |
| العاصمة                                                   | نيودلهي                     | نيروبي                        |
| اللغة الرسمية                                             | اللغة الهندية، لغة إنجليزية | اللغة السواحلية، لغة إنجليزية |
| العملة                                                    | روبية هندية                 | شيلينغ كيني                   |
| الناتج المحلي الإجمالي (بليون دولار)                      | 2.60 تريليون                | 74.94 مليار                   |
| الناتج المحلي الإجمالي (تعادل القوة الشرائية) بليون دولار | 8.00 تريليون                | 142.24 مليار                  |
| الناتج المحلي الإجمالي الاسمي للفرد دولار أمريكي          | 1.60 ألف                    | 1.38 ألف                      |
| الناتج المحلي الإجمالي للفرد دولار أمريكي                 | 5.70 ألف                    | 2.95 ألف                      |
| مؤشر التنمية البشرية                                      | 0.609                       | 0.548                         |
| رمز المكالمات الدولي                                      | +91                         | +254                          |
| رمز الإنترنت                                              | .in، .भारत ‏، .بھارت ‏،        | .ke                           |
| المنطقة الزمنية                                           | ت ع م+05:30، توقيت الهند    | ت ع م+03:00                   |

## منظمات دولية مشتركة
يشترك البلدان في عضوية مجموعة من المنظمات الدولية، منها:
| علم المنظمة | اسم المنظمة                        | تاريخ انضمام الهند | تاريخ انضمام كينيا |
| ----------- | ---------------------------------- | ------------------ | ------------------ |
|             | يونسكو                             | 4 نوفمبر 1946      | 7 أبريل 1964       |
|             | الفريق المعني برصد الأرض           | ?                  | ?                  |
|             | مؤسسة التمويل الدولية              | 20 يوليو 1956      | 3 فبراير 1964      |
|             | منظمة حظر الأسلحة الكيميائية       | ?                  | ?                  |
|             | مؤسسة التنمية الدولية              | 24 سبتمبر 1960     | 3 فبراير 1964      |
|             | منظمة التجارة العالمية             | 1995               | 1995               |
|             | وكالة ضمان الاستثمار متعدد الأطراف | 6 يناير 1994       | 28 نوفمبر 1988     |
|             | الاتحاد البريدي العالمي            | ?                  | ?                  |
|             | الاتحاد الدولي للاتصالات           | 1869               | 11 أبريل 1964      |
|             | منظمة الشرطة الجنائية الدولية      | ?                  | ?                  |
|             | الأمم المتحدة                      | 30 أكتوبر 1945     | 16 ديسمبر 1963     |
|             | البنك الدولي للإنشاء والتعمير      | 27 ديسمبر 1945     | 3 فبراير 1964      |
|             | البنك الإفريقي للتنمية             | ?                  | ?                  |
|             | دول الكومنولث                      | 15 أغسطس 1947      | 12 ديسمبر 1963     |

## أعلام
هذه قائمة لبعض الشخصيات التي تربطها علاقات بالبلدين:
- أتول شاه (1961 – )
- براندان فيرنانديز (29 ديسمبر 1979 – )
- جوجيندر سينغ (سائق رالي كيني، 9 فبراير 1932 – 20 أكتوبر 2013)
- ديب روي (ممثل كيني، 1 ديسمبر 1957 – )
- ريج شارما (لاعب كركيت كيني، 27 يونيو 1962 – )
- شيخار ميهتا (سائق رالي كيني، 20 يونيو 1945 – 12 أبريل 2006)
- غريندر شاذا (مخرجة أفلام هندية، 10 يناير 1960 – )
- محمد شيخ (لاعب كركيت كيني، 29 أغسطس 1980 – )
- موتا سينغ (قاضي من المملكة المتحدة، 1930 – 13 نوفمبر 2016)
- هنود كينيا

## وصلات خارجية
- موقع وزارة الخارجية الهندية
- موقع وزارة الخارجية الكينية